# Asplenium glaucostipes
Asplenium glaucostipes är en svartbräkenväxtart som beskrevs av Cornelis Rugier Willem Karel van Alderwerelt van Rosenburgh. Asplenium glaucostipes ingår i släktet Asplenium och familjen Aspleniaceae. Inga underarter finns listade.